# 노만 셰퍼드

노만 셰퍼드 (Norman Shepherd , 1933년 - )는 미국 신학자로 1963년부터 1981년까지 웨스트민스터 신학교(Westminster Theological Seminary)의 조직신학 교수로 재직했다.
그는 웨스트민스터 신앙고백서와 대조적인 여러견해들로 인해 학교로부터 해임되었다. 첫번째 셰퍼드는 복음주의는 전도자들이 "그리스도는 당신을 구원하기 위해서 죽으셨다."라는 것을 주장하는 선택교리보다는 오히려 마음으로 언약교리를 가지고 전도해야 한다고 주장하였다. 이것이 제한속죄를 거부하는 것이라고 비판을 받았다.  두번째는 셰퍼드는 기독교인들은 "순종하는 믿음"에 의해서 의로워진다는 것인데 이 문구가 오직믿음으로만이라는 교리를 거부하는 것으로 비판을 받았다.
1976년 5월 4일 웨스트민스터 신학교 교수진들은 셰퍼드에게 오직믿음으로만 의로워지는 교리에 대한 그의 견해를 설명하는 진술서를 요구하였는데 이는 이 주제에 관한 그의 가르침이 웨스트민스터 신앙고백서와 일치하지 않는 것에 대한 염려가 있었기 때문이었다. 셰퍼드의 견해에 대한 논쟁은 신학교에서부터 전체 개혁신학 공동체 전체로 확산되었다. 셰퍼드는 그의 견해를 조사받는 동안 교수진들과 이사진들에 의해서 반복적으로 잘못이 없다고 판정받았다. 그러나 1981년 11월 21일 이사회는 그의 교직을 해고하였고 논쟁을 학교로부터 떨치기를 바랬다.  2012년 기념논문집(Obedient Faith: A Festschrift for Norman Shepherd)을 출판하였는데 James B. Jordan, Peter Leithart, Andrew Sandlin, 그리고 Rich Lusk와 같은 많은 학자들이 참여하였다.